# 长治学院
长治学院，简称长院，是中华人民共和国的一所全日制本科公办省属普通高等学校，位于山西省长治市潞州区。
1958年，晋东南师范专科学校成立，但在1962年停办。1978年，晋东南师范专科学校复校。2004年，升格为长治学院。

## 知名校友
- 黄文秀：七一勋章获得者，时代楷模

## 附属学校
- 长治学院附属太行中学校